# Greifswalder Professorengalerie

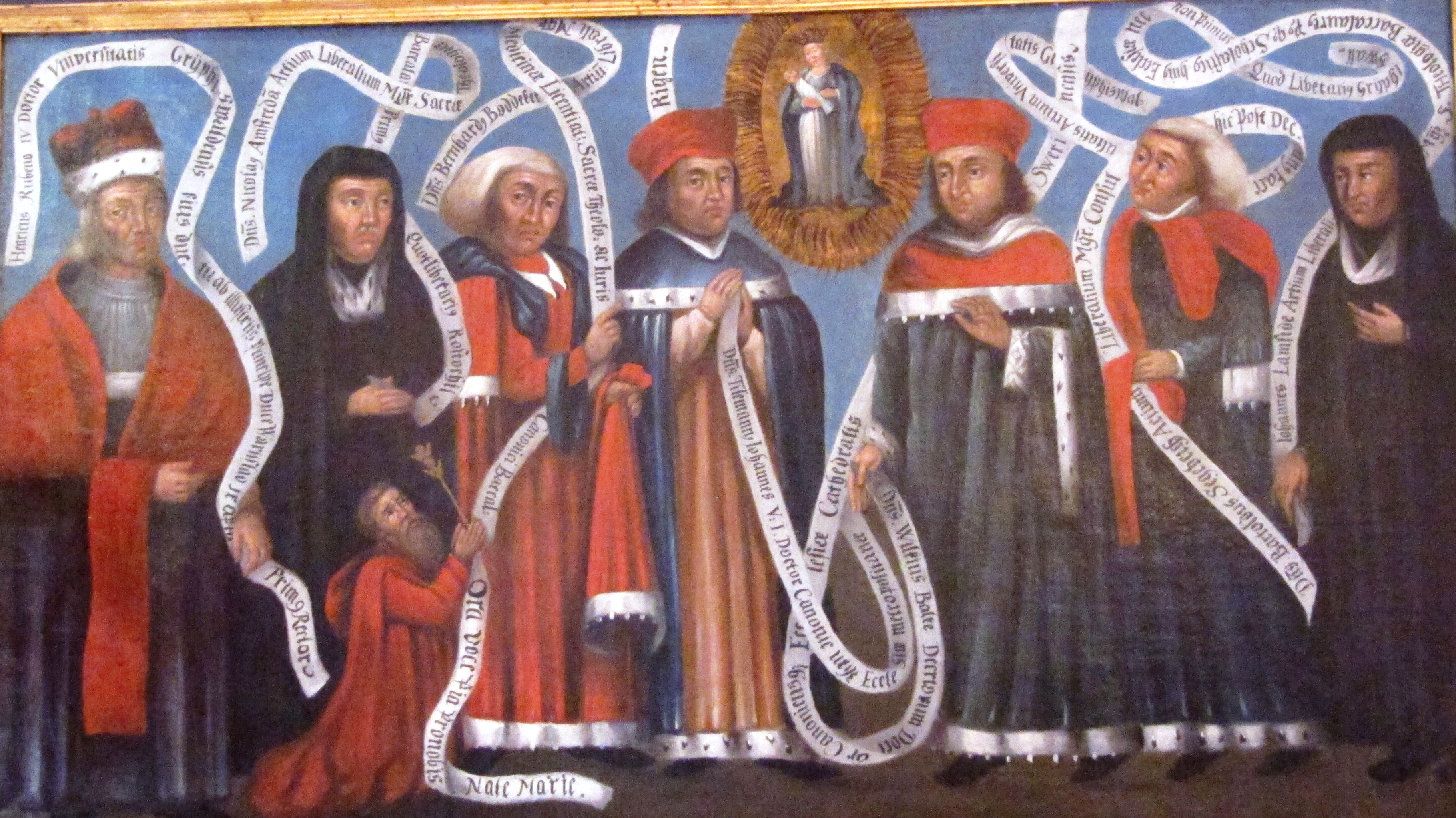
Kopie der Rubenow-Tafel aus dem 18. Jahrhundert in der Aula der Universität Greifswald

Die Greifswalder Professorengalerie ist eine Gemäldesammlung der Universität Greifswald. Sie enthält die in Auftragsmalerei entstandenen Bildnisse von über 200 ehemaligen Professoren, Dekanen und Rektoren des 16. bis 20. Jahrhunderts.

## Geschichte
Die Professorengalerie wurde durch einen Konzilbeschluss aus dem Jahre 1691 ins Leben gerufen. Im Bestand der Universität Greifswald sind 79 Ölbildnisse aus dem 16. bis 18. Jahrhundert sowie das geschlossene Auftragswerk von 32 Bildnissen aus der Zeit der Spätromantik. Eines der wertvollsten Werke ist eine Kopie des frühesten Bilds eines Gelehrten in Greifswald aus dem 18. Jahrhundert: die sogenannte Rubenow-Tafel, deren Original um 1460 in St. Nikolai Greifswald enthüllt wurde. Das in der barocken Aula ausgestellte Gemälde porträtiert den ersten Rektor der Universität Greifswald Heinrich Rubenow (1400–1462) zusammen mit sechs Rostocker Professoren.
32 durch den pommerschen Maler und Akademischen Zeichenmeister Wilhelm Titel (1784–1862) von 1831 bis 1850 angefertigte Ölgemälde der damals amtierenden Rektoren und Dekane hängen heute als geschlossene Einheit am ursprünglichen Ort im Konzilsaal des Universitätshauptgebäudes.
In der Nacht vom 10. zum 11. April 1991 wurden 45 der Gemälde aus dem Konzilsaal gestohlen. Den Tätern kam zu Nutze, dass die Steuerungseinheit der Alarmanlage, eine Eigenentwicklung der Abteilung für wissenschaftlich-technischen Gerätebau der Universität, irrtümlich für eine Abhöranlage der Staatssicherheit gehalten und abgeschaltet worden war. Außerdem befand sich am Gebäude ein Baugerüst. Die Bilder wurden mitsamt den Rahmen entwendet. Einige, zum Teil wertvollere Bilder aus dem Konzilsaal, die wegen der Größe der Rahmen nicht durch Fenster oder Türen passten, wurden von den Tätern zurückgelassen. Bereits im Mai desselben Jahres wurde in Berlin der zum Abtransport des Diebesgutes verwendete Lkw W50 aufgefunden. Den Dieben gelang es zunächst nicht, geeignete Käufer für die Porträtsammlung zu finden. Schließlich verkauften sie die Bilder für 6000 DM an zwei Westberliner Unternehmer. Anfang September konnte die Polizei die Bilder in einem Haus der beiden Geschäftspartner sicherstellen. Die drei Diebe wurden zu mehrjährigen Haftstrafen verurteilt. Die Käufer entgingen einer Gefängnisstrafe. Vor Gericht sagten sie aus, dass man ihnen die Bilder als ursprünglich zum Verkauf durch die Abteilung für Devisenbeschaffung unter Alexander Schalck-Golodkowski in den Westen vorgesehen angeboten hätte. Außerdem hätten sie vorgehabt, die Bilder restaurieren zu lassen und der Universität zurückzugeben. Für die Restaurierung spendeten sie im Dezember 1991 75.000 DM. Die teilweise stark beschädigten Gemälde wurden wieder der Universität Greifswald übergeben. Die Kosten für die Restaurierung betrugen bisher mehr als 100.000 Euro. Bei 13 Bildern steht die Restaurierung noch aus (Stand Juni 2016).
Die Professorengalerie wird auch heute noch ergänzt: Claudia Hauptmann erstellte seit 1989 Porträts der Altrektoren Hans-Jürgen Zobel (1928 – 2000), Martin Franz und Jürgen Kohler (* 1953) jeweils nach Ablauf ihrer Amtszeit. Johannes Grützke (1937–2017) porträtierte 2014 den 350. Rektor der Universität, Hans-Robert Metelmann, der das Rektorenamt von 2000 bis 2002 bekleidet hatte.

## Ölgemälde

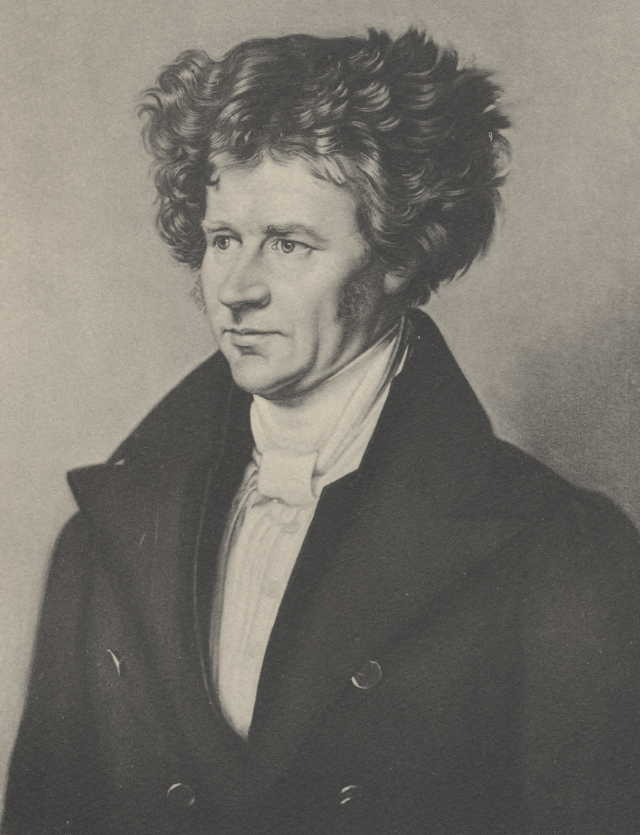
August Friedrich Barkow
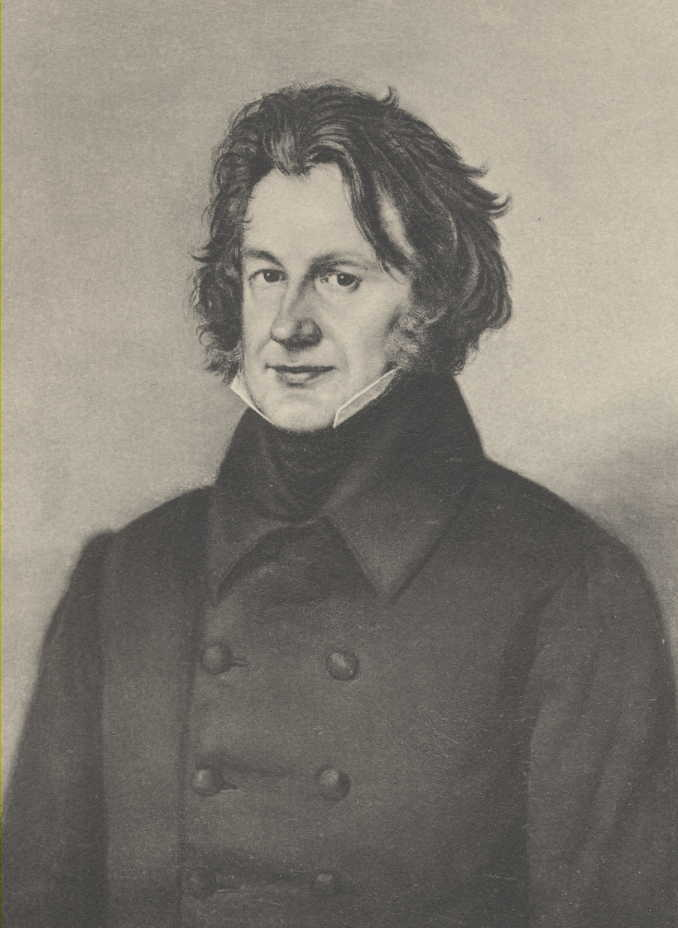
Friedrich Wilhelm Barthold
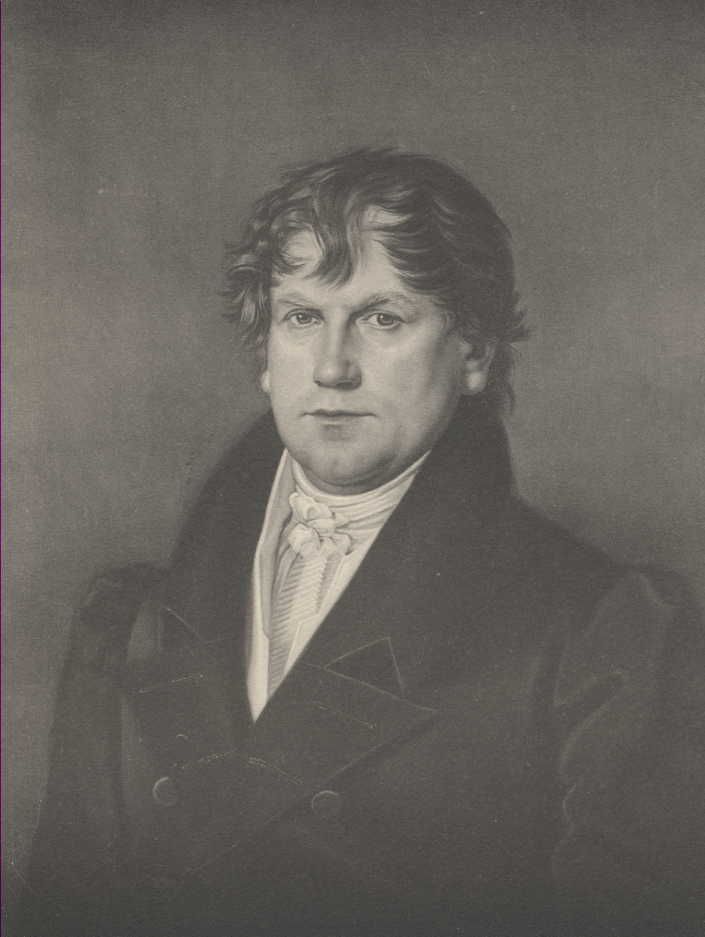
Friedrich August Gottlob Berndt
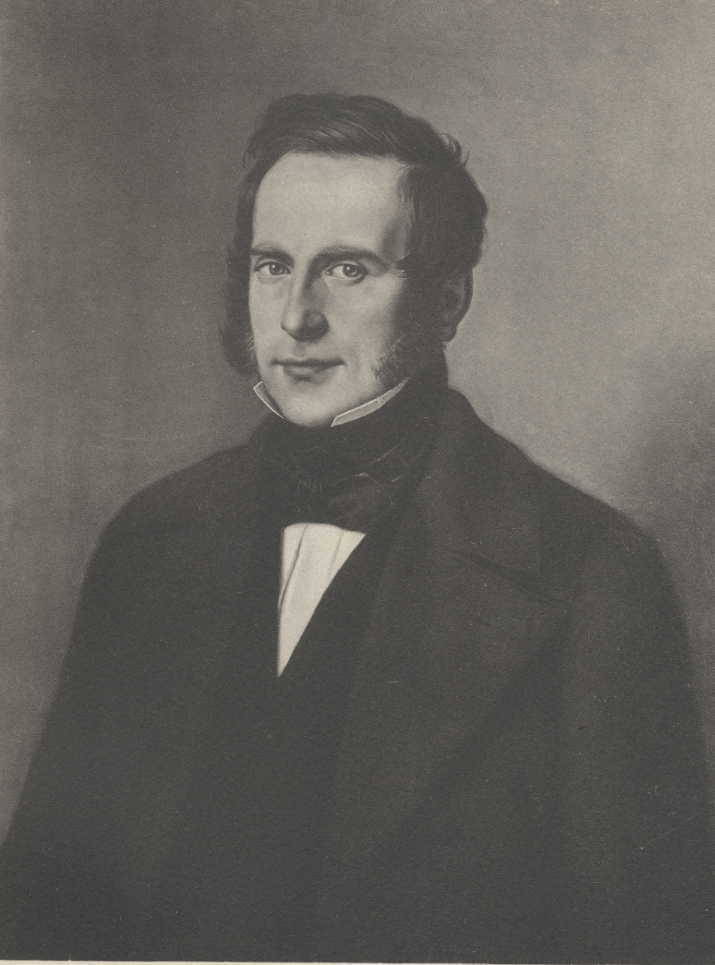
Georg Beseler
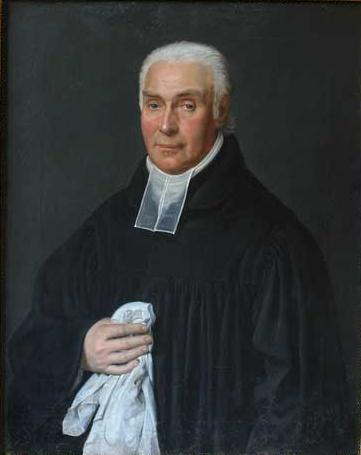
Diedrich Hermann Biederstedt
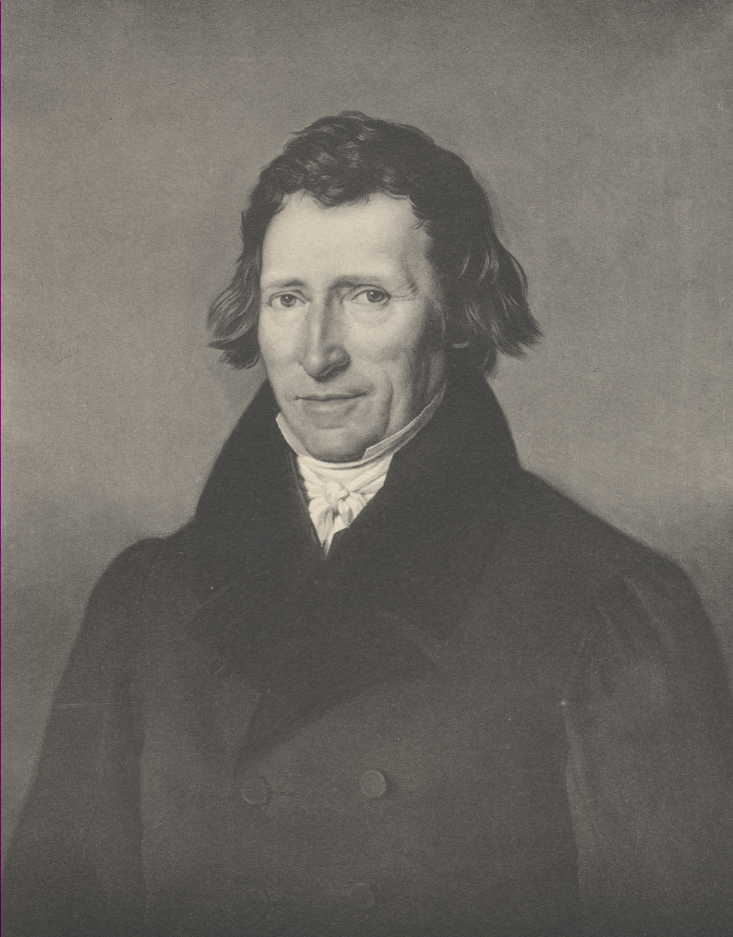
Johann Erichson
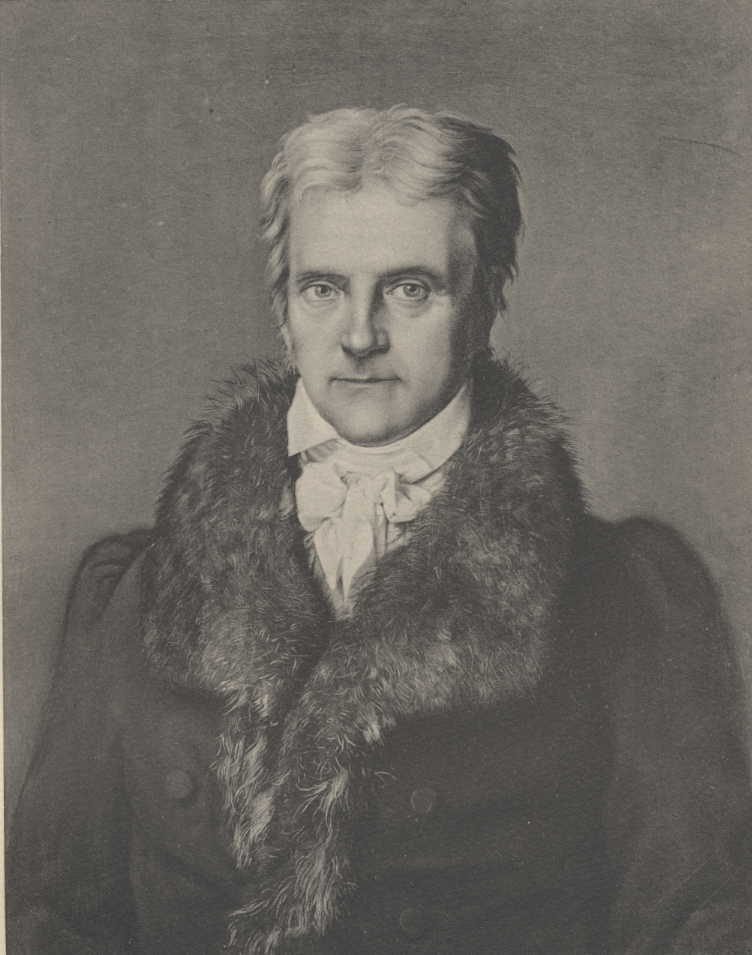
Franz Christian Gesterding
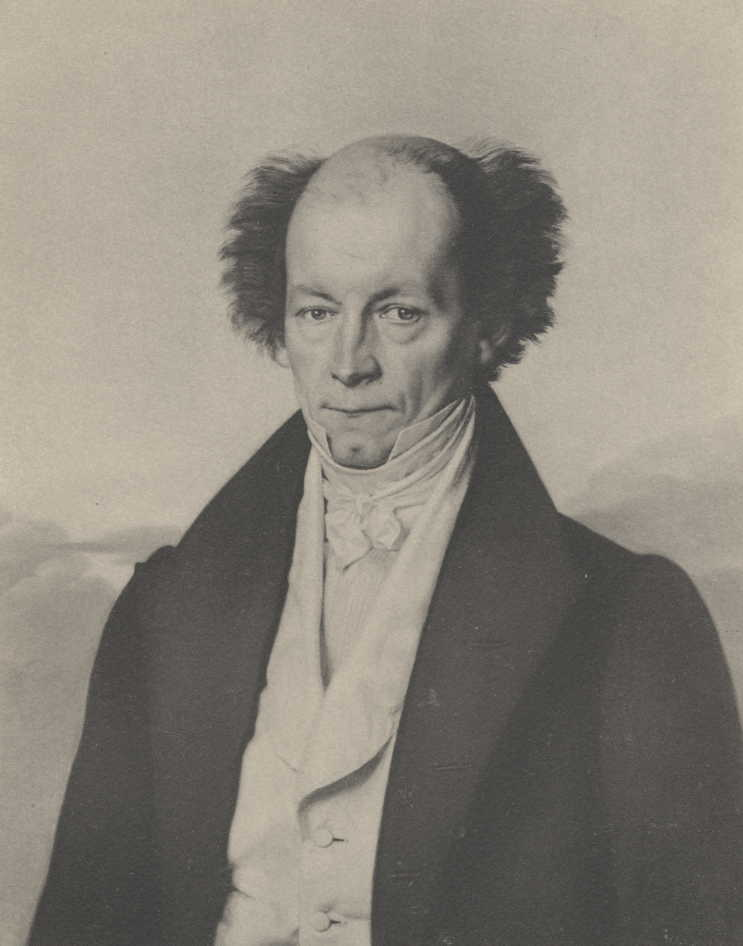
Johann August Grunert
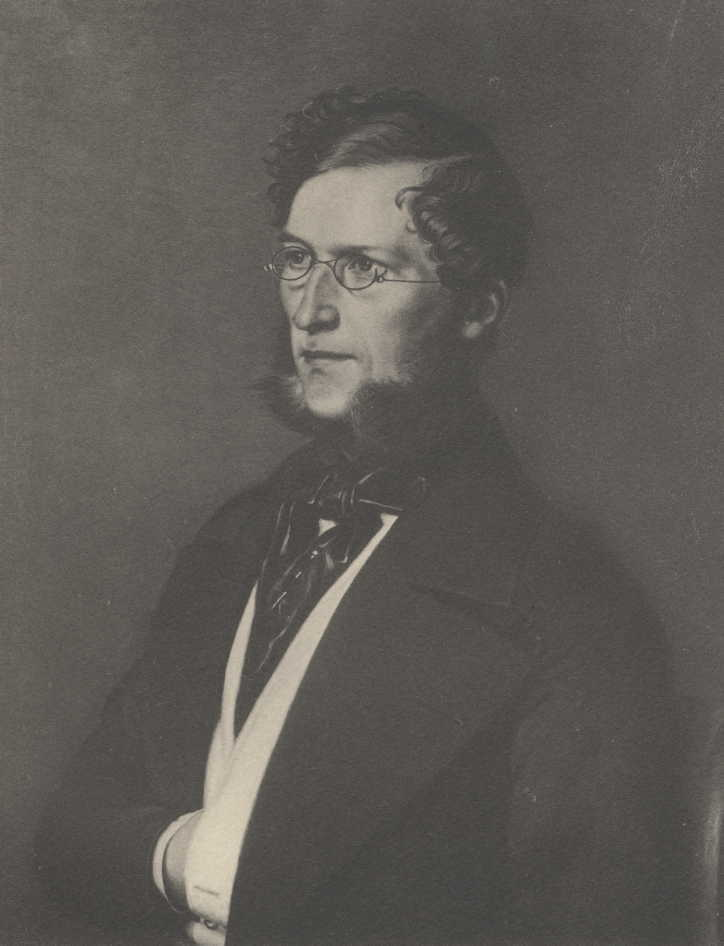
Albert Höfer
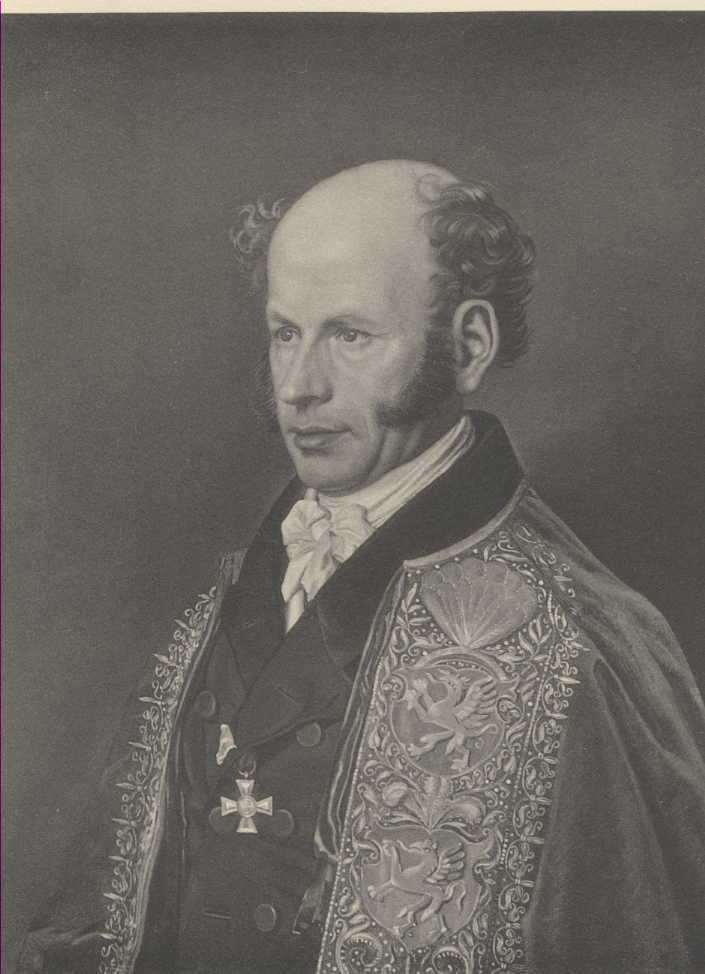
Christian Friedrich Hornschuch
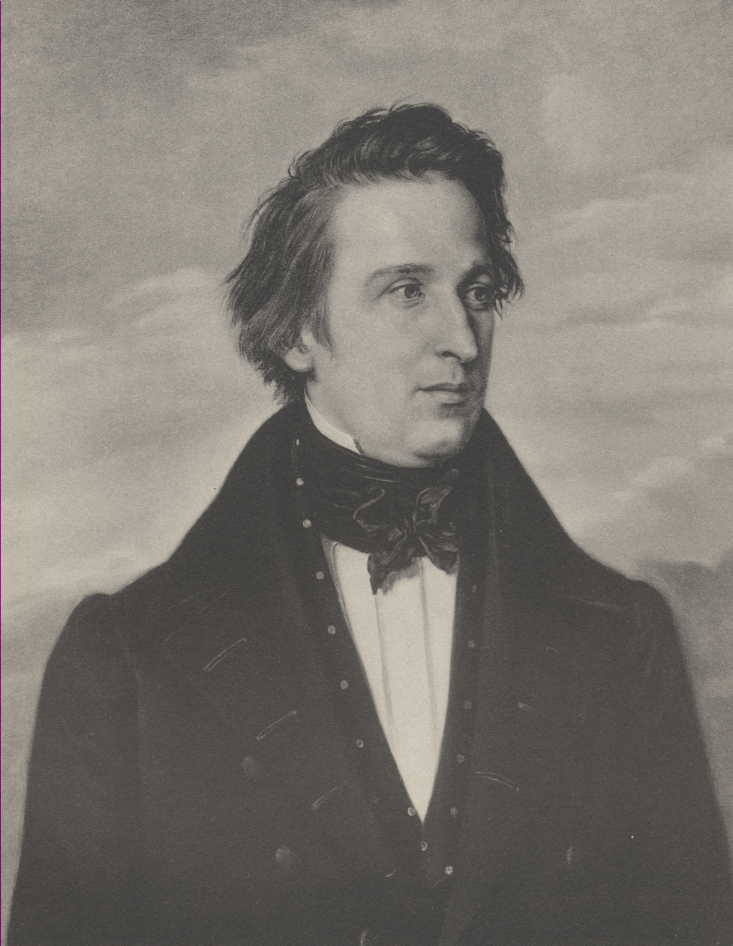
Friedrich Ludwig Hünefeld
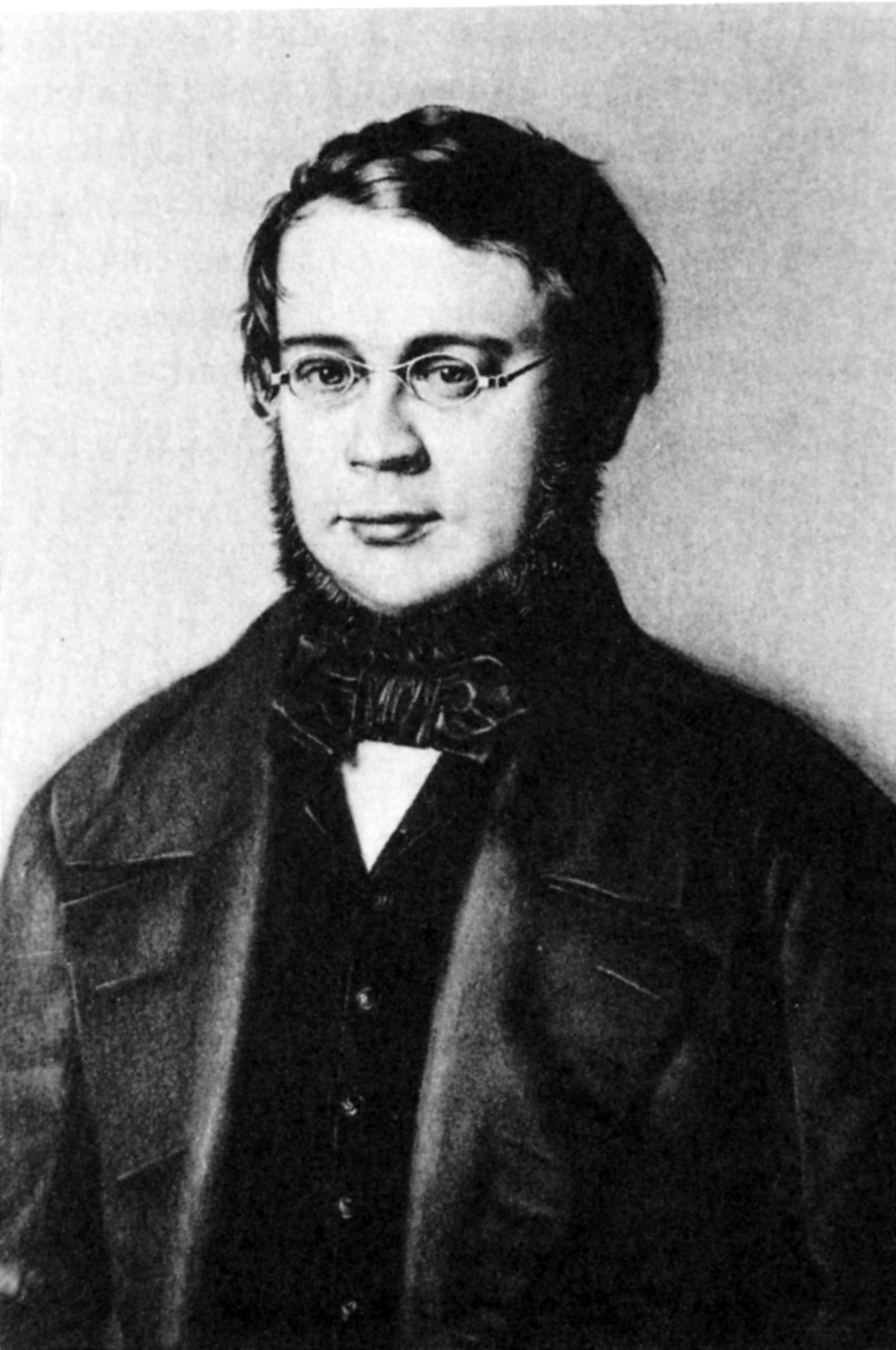
Otto Jahn
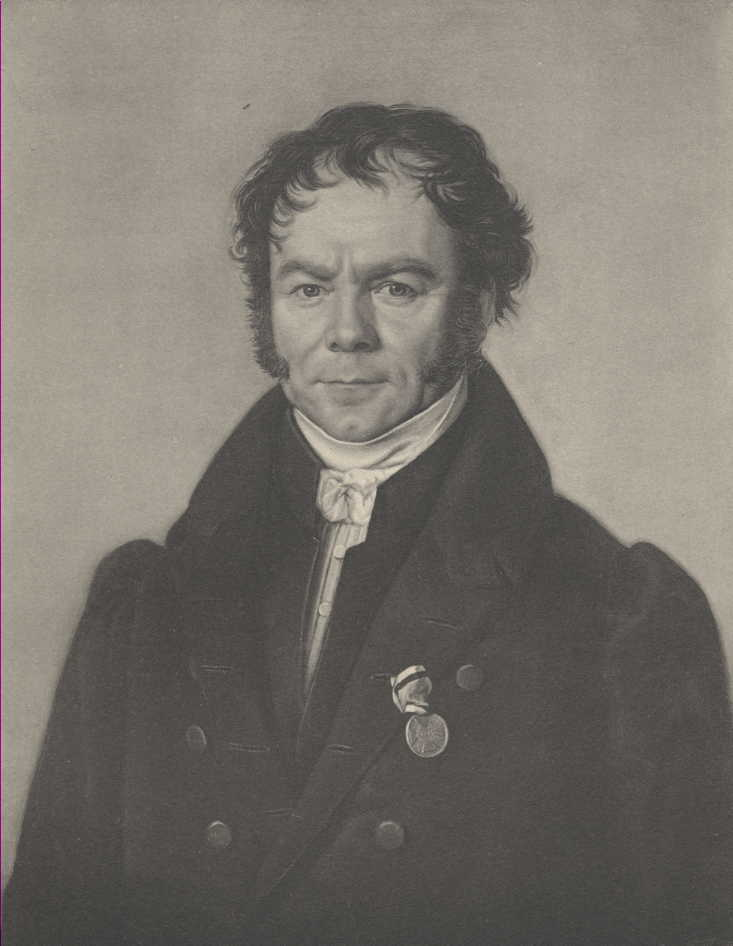
Franz Anton Niemeyer
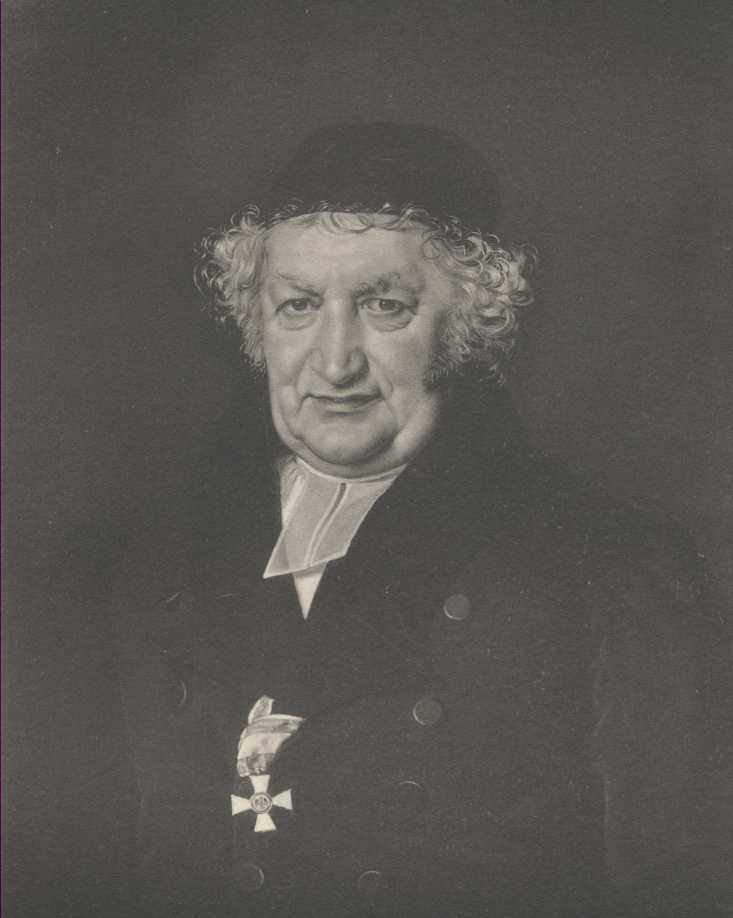
Johann Ernst Parow
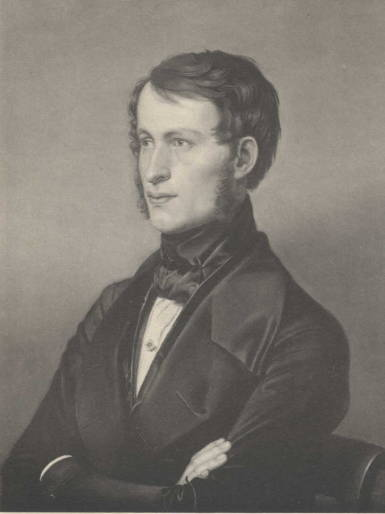
Julius Wilhelm Planck
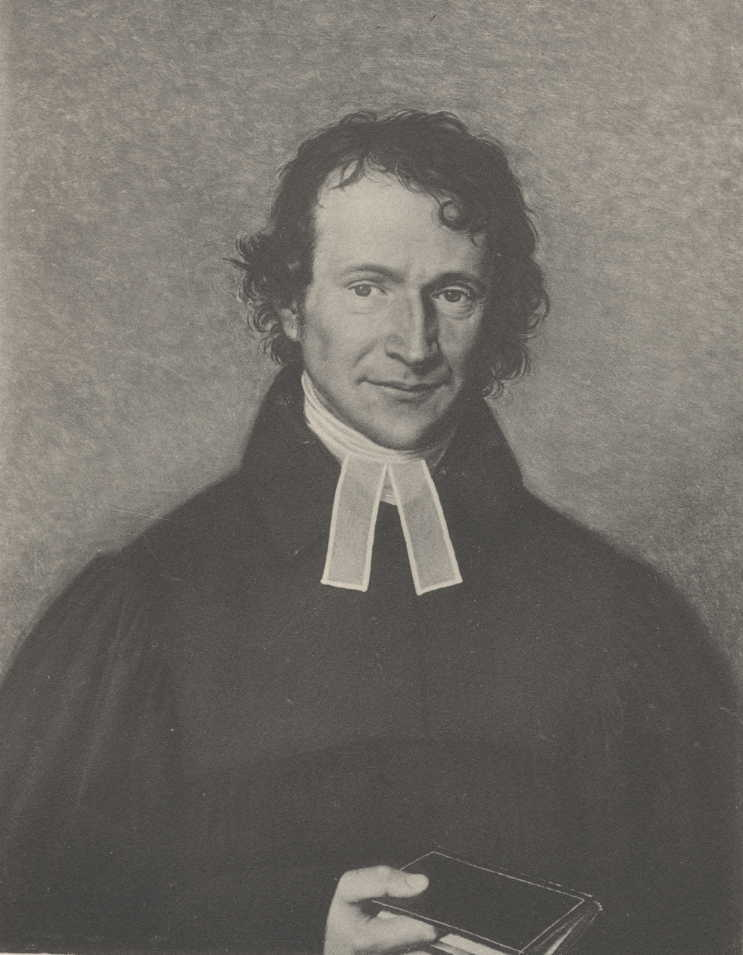
August Gottlob Ferdinand Schirmer
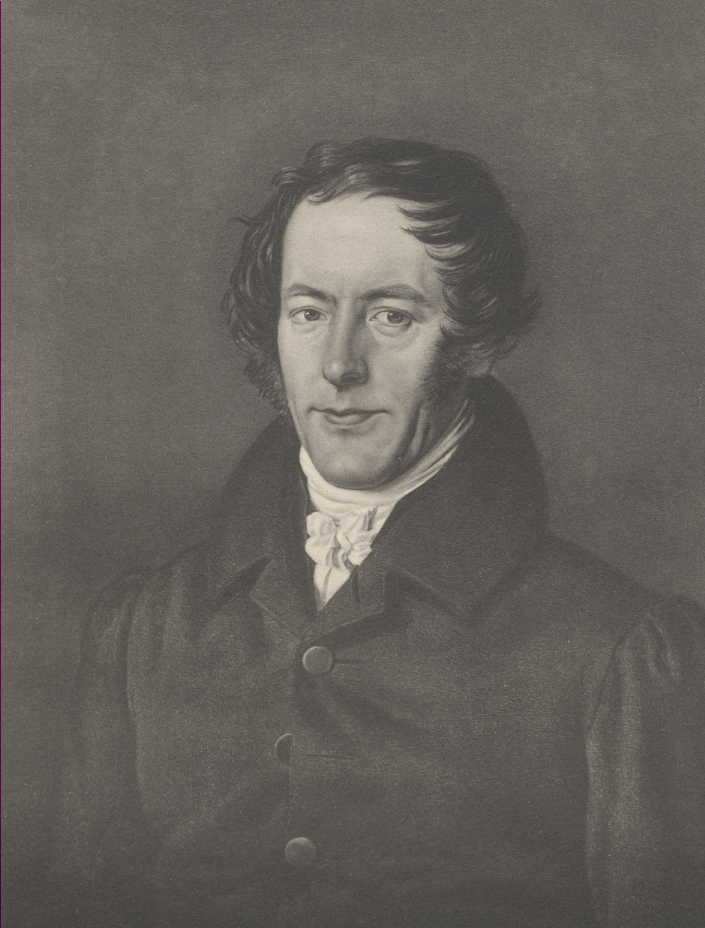
Georg Friedrich Schömann
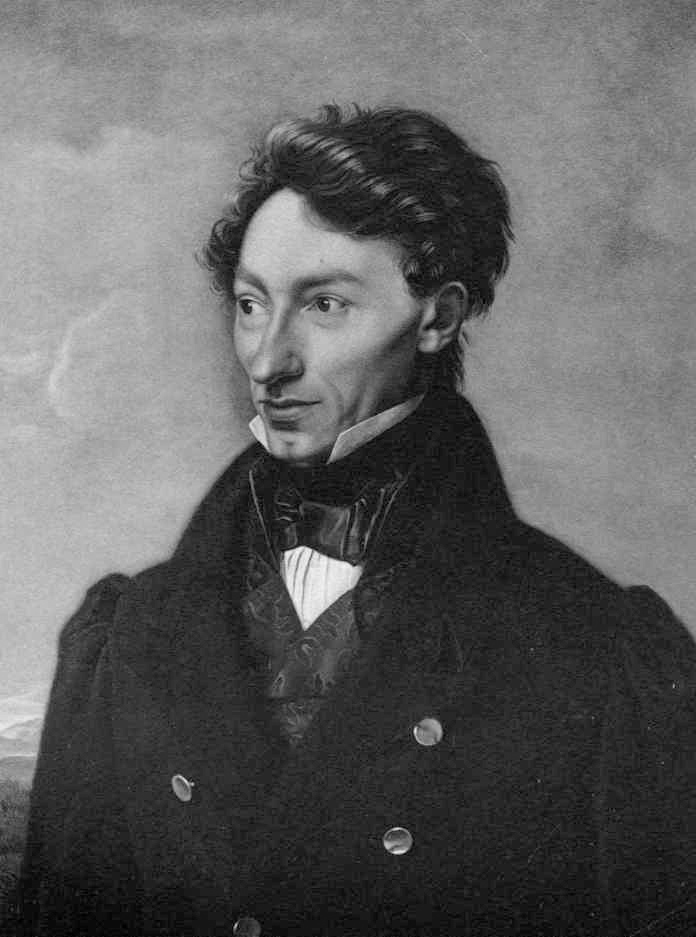
Karl Schultze
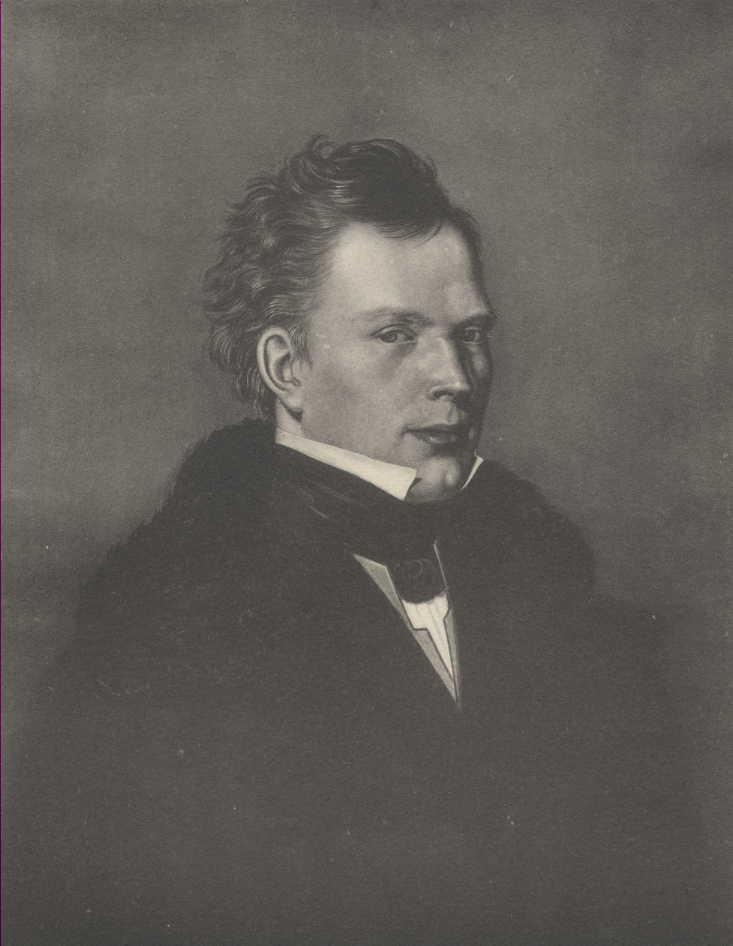
Philipp Magnus Seifert
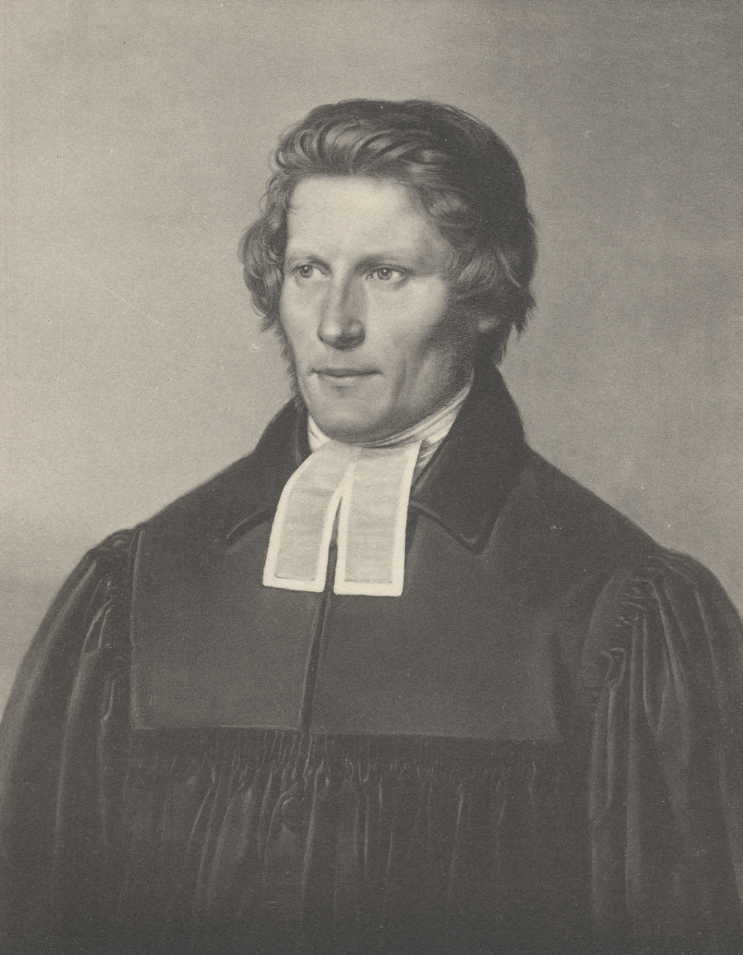
Karl Gottlob Semisch
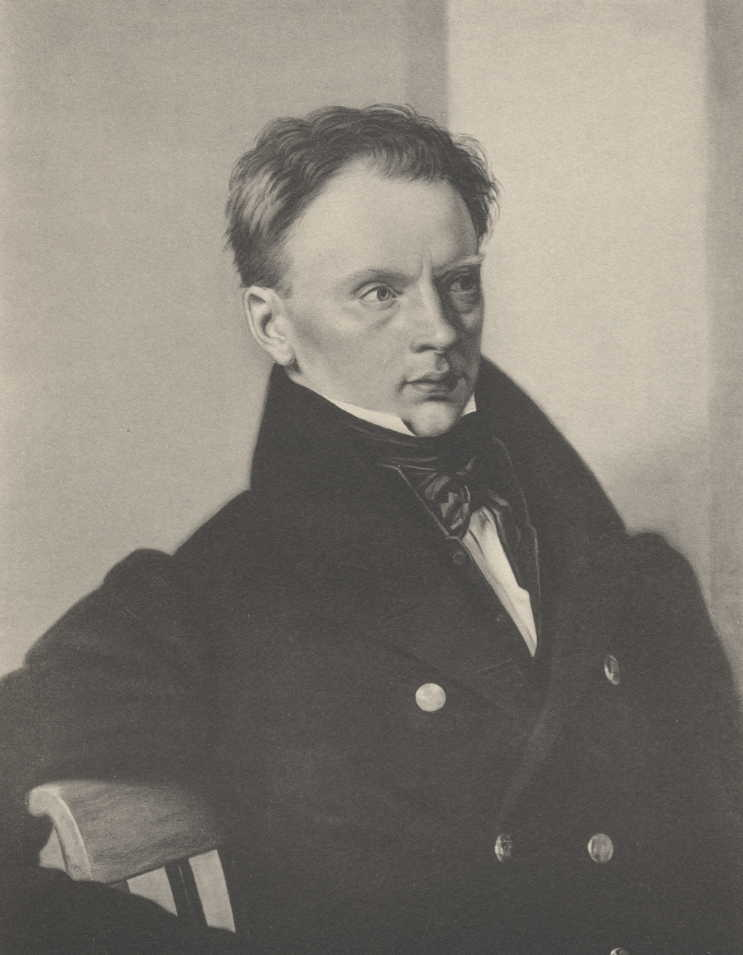
Ernst Stiedenroth
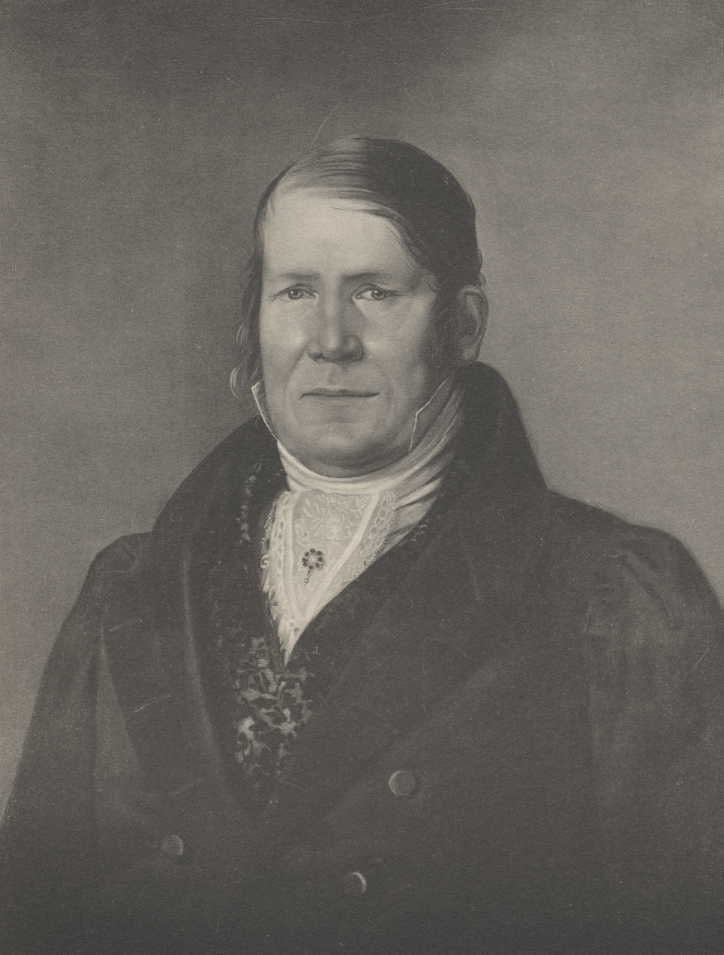
Gustav Salomon Tillberg
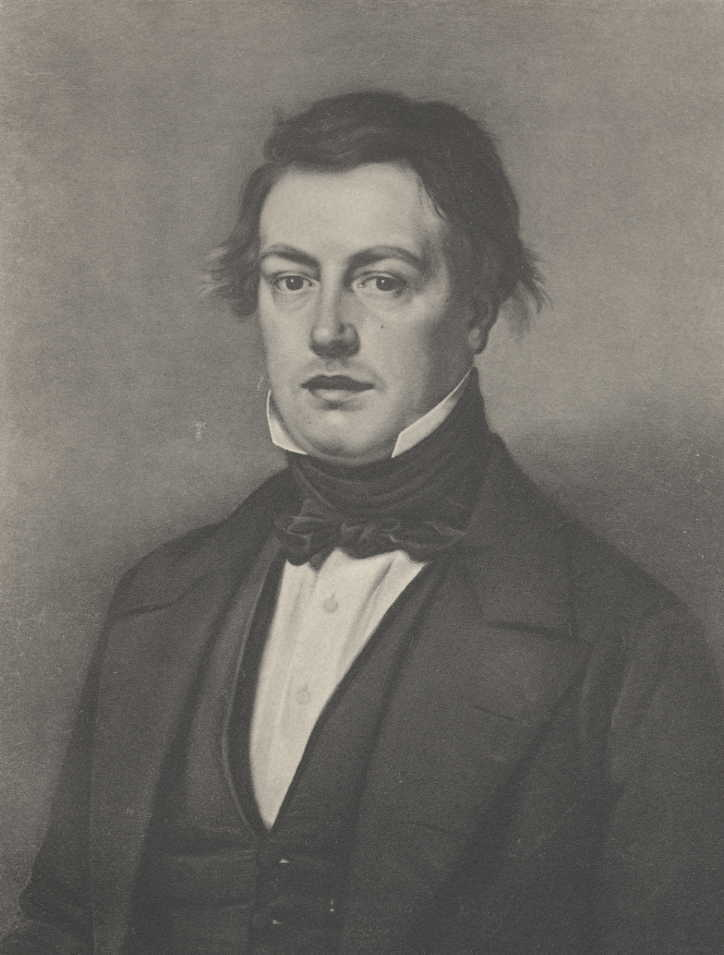
Karl Ludwig von Urlichs
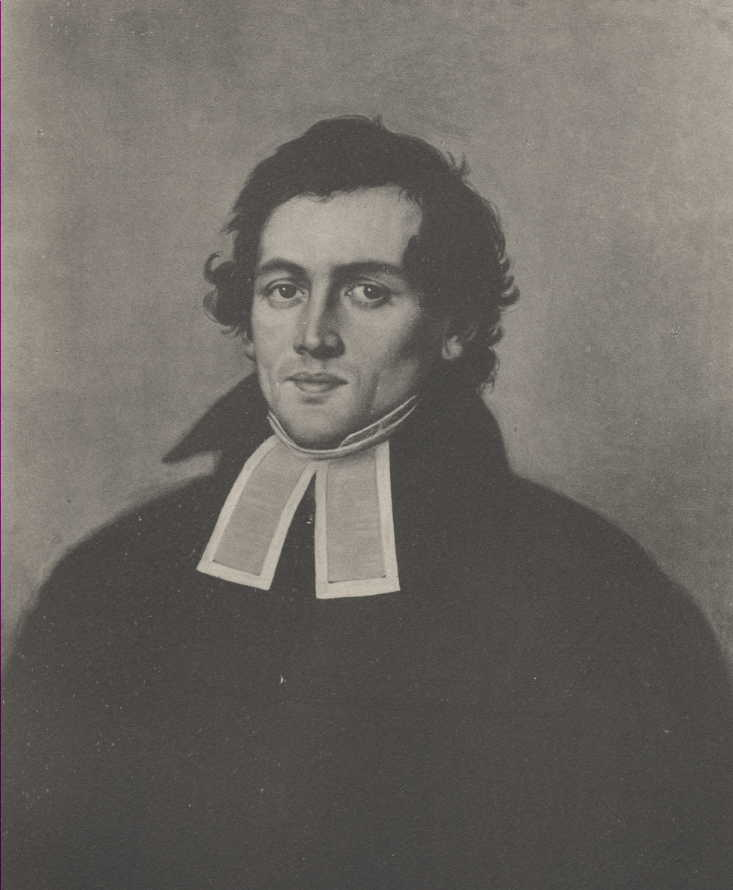
Karl August Traugott Vogt
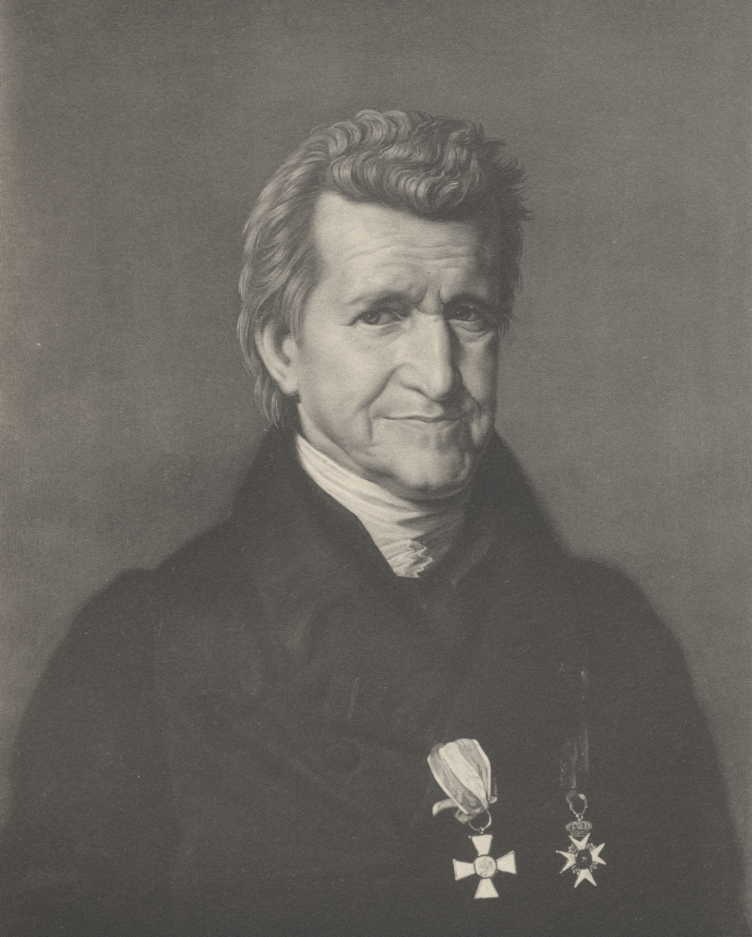
Christian Ehrenfried von Weigel